# Amischotolype
Amischotolype Hassk. – rodzaj roślin z rodziny komelinowatych. Obejmuje 24 gatunki występujące na obszarach klimatu tropikalnego i subtropikalnego w zachodniej Afryce oraz południowo-wschodniej Azji.
Nazwa naukowa rodzaju pochodzi od greckich słów άμισχος (amischos – siedzący, pozbawiony szypułki) oraz τολύπη (tolypi – kłębek wełny), odnosząc się do kwiatostanów tych roślin. 

## Zasięg geograficzny
Centrum zróżnicowania rodzaju jest w Azji Południowo-Wschodniej, gdzie występuje 19 z 24 gatunków Amischotolype. Zasięg występowania dwóch (A. dolichandra i A. hookeri) ograniczony jest do Azji Południowej. Gatunek A. glabrata ma najszerszy zasięg występowania, sięgający od Indii do wschodnich Chin i Indonezji. Dwa gatunki Amischotolype występują w środkowo-zachodniej Afryce: A. tenuis występuje tam na obszarze od Nigerii do Demokratycznej Republiki Konga, a A. scandens jest endemitem Gabonu.

## Morfologia

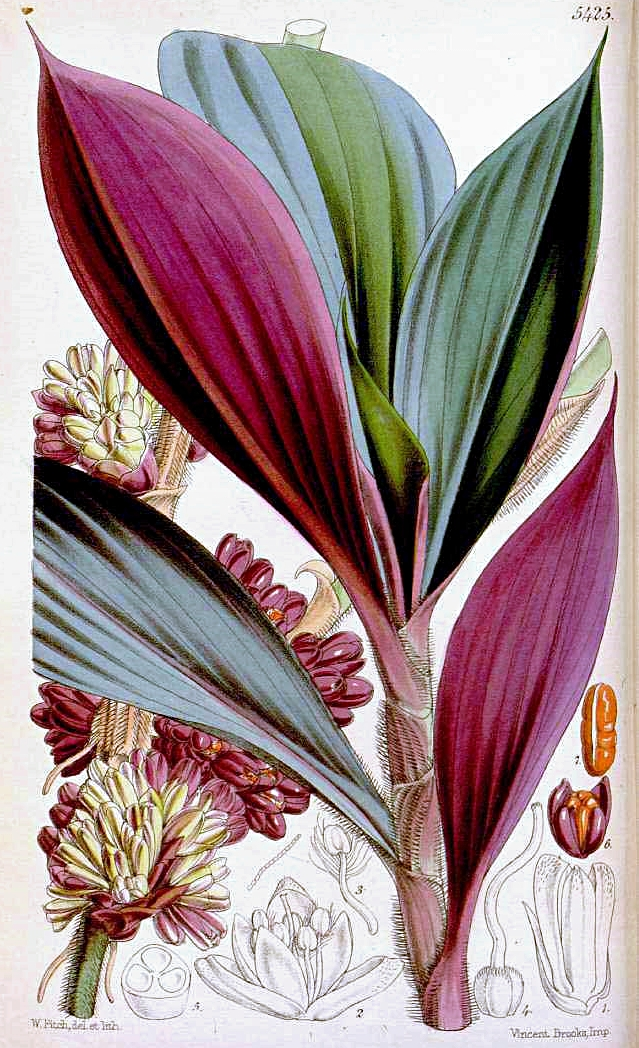
Amischotolype hispida

PokrójWieloletnie rośliny zielne o zróżnicowanym pokroju, ale rzadko pnące, osiągające 3 metry długości.
KorzenieWłókniste, raczej gruboszowate.
PędyPełzające kłącze. Łodyga wzniesiona, niekiedy pokładająca się od nasady.
LiścieUlistnienie naprzemianległe na wzniesionym odcinku łodygi, wierzchołkowo skrętoległe. Blaszki liściowe podługowate do równowąsko-lancetowatych, o zwężonej nasadzie i wierzchołku zaostrzonym do ogoniastego, gładkie lub pokryte okrągłymi zgrubieniami, nagie lub owłosione, zasadniczo zielone, nieco skórzaste. Pochwy liściowe rurkowate, ciasno okrywające międzywęźla łodygi, dolne odpadające u dojrzałych roślin, zasadniczo zielone, wierzchołkowo ucięte.
KwiatyZebrane w gęsty, zwykle siedzący i główkowaty (niekiedy opisywany jako baldachowierzchotkowy lub wiechowaty) tyrs lub luźniejszy kwiatostan złożony z od jednej do kilku dwurzędek, wyrastający z kątów liści przebijając pochwę liściową, wsparty trójkątną do romboidalnej podsadką, grubą do skórzastej, nagą do orzęsionej lub pokrytej sztywnymi włoskami, jasnozieloną do purpurowej, z podłużnym grzbietem, niemal obejmującą łodygę. Kwiaty siedzące, niemal siedzące lub krótkoogonkowe. Okwiat raczej promienisty. Trzy listki zewnętrznego okółka okwiatu wolne, łódeczkowate, gruboszowate, o tępym wierzchołku, nachodzące na siebie, położony najbardziej na zewnątrz najdłuższy i nachodzący na pozostałe dwa; trzy listki wewnętrznego okółka okwiatu niemal równej wielkości, błoniaste, odwrotnie lancetowate, podługowate do okrągławych, tępe, szybko więdnące po przekwitnięciu. Sześć pręcików równej długości, o wolnych, pokręconych, bródkowatych całkowicie lub częściowo nitkach i kulistawych do podługowatych (deltoidalnych u A. glabrata) główkach. Pylniki pękające wzdłużnie. Zalążnia trójkomorowa, z dwoma (niekiedy jednym w tylnej komorze) zalążkami w każdej komorze. Szyjka słupka prosta, zakończona główkowatym znamieniem.
OwoceZwykle pękające, gruboszowate, białe, różowe, czerwone, liliowe, fioletowe lub zielone, kulistawe do trójgraniastych torebki zawierające w każdej komorze do dwóch nerkowatych, pomarszczonych nasion.
Gatunki podobneRośliny zaliczane do rodzaju Porandra, o generalnie pnącym pokroju i pylnikach pękających przez otwory.

## Biologia i ekologia

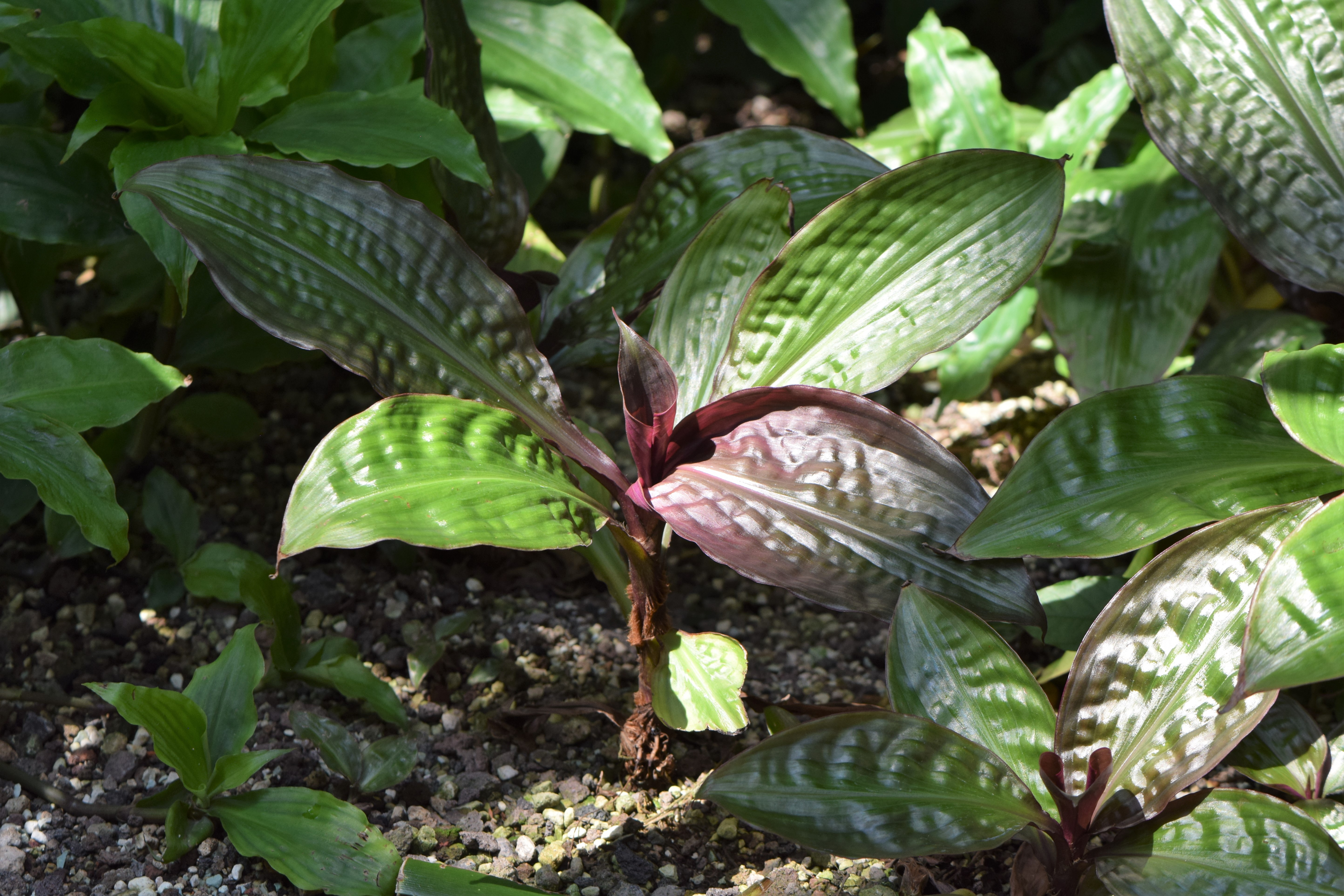
Amischotolype monosperma

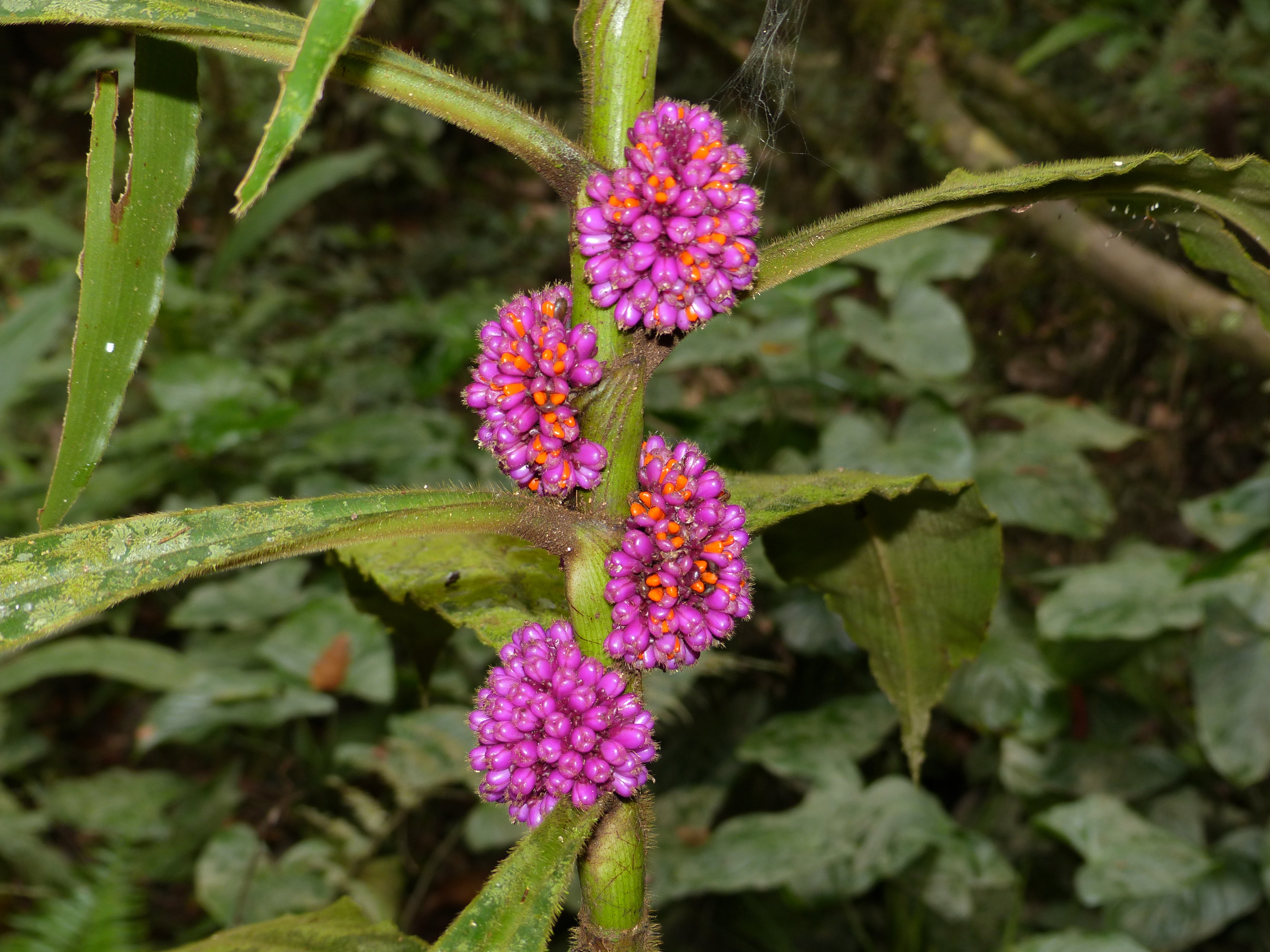
Kwiatostany Amischotolype sp.

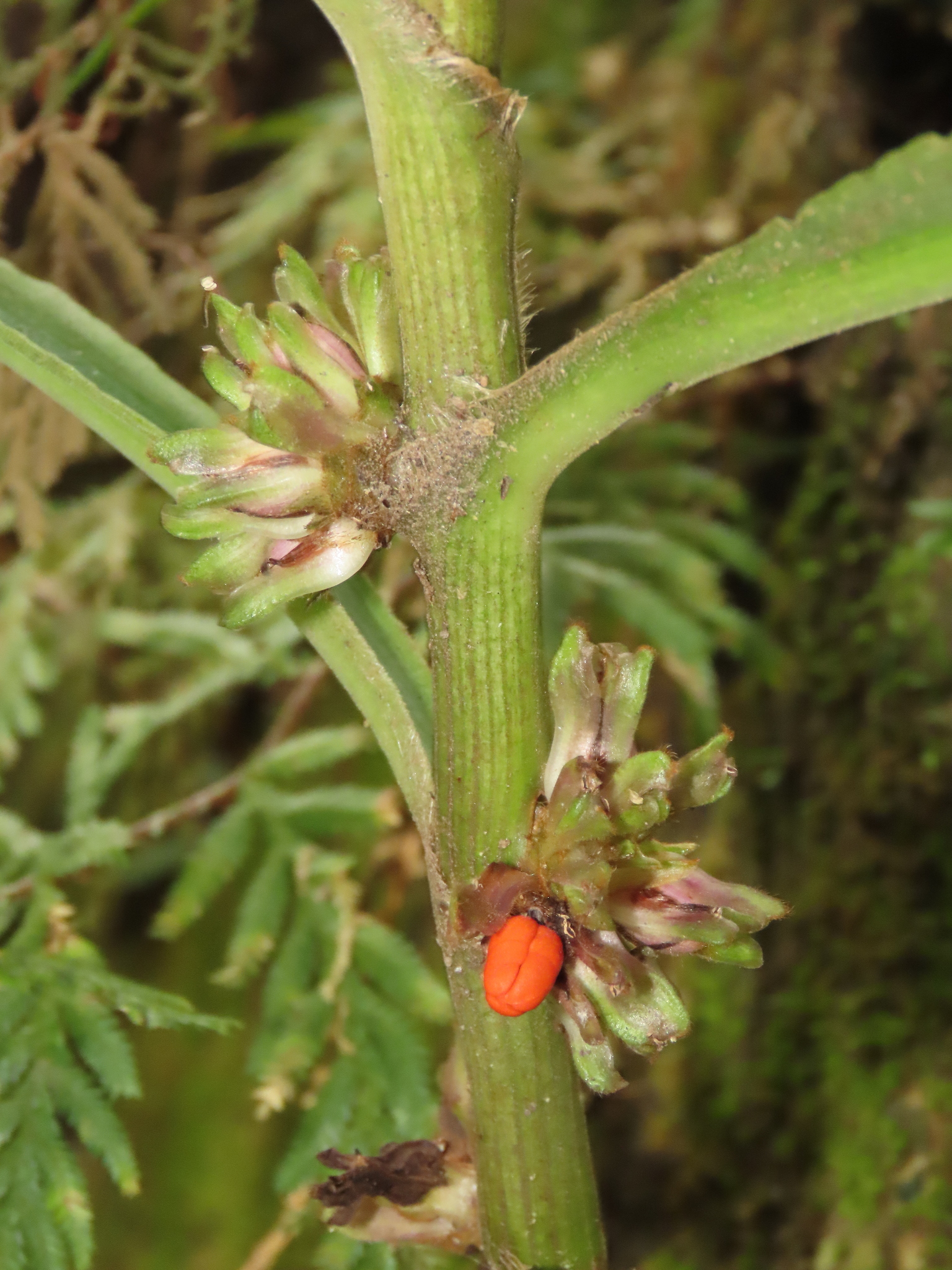
Owoc Amischotolype glabrata

SiedliskoLasy pierwotne, brzegi leśnych strumieni, na glebach suchych do bagnistych, również wapiennych.
GenetykaPodstawowa liczba chromosomów x wynosi 9. Liczba diploidalna 2n wynosi 18 lub 36.
Cechy fitochemiczneZ roślin z gatunku A. hispida wyizolowano m.in. takie związki chemiczne, jak: kwas weratrowy, kwas anyżowy, kwas palmitynowy, lignany syringarezinol, pinorezinol i amislignol, palmitynian metylu, linolenian metylu, tokoferole i sterole. Obecny w tych roślinach kwas palmitynowy wykazywał aktywność przeciw prątkowi gruźlicy z wartością MIC 20,0 μg/ml.

## Systematyka
Pozycja systematycznaRodzaj z podplemienia Coleotrypinae w plemieniu Tradescantieae podrodziny Commelinoideae w rodzinie komelinowatych (Commelinaceae).
Wykaz gatunków
- Amischotolype barbarossa Duist.
- Amischotolype divaricata Duist.
- Amischotolype dolichandra Duist.
- Amischotolype glabrata Hassk.
- Amischotolype gracilis (Ridl.) I.M.Turner
- Amischotolype griffithii (C.B.Clarke) I.M.Turner
- Amischotolype hirsuta Hallier f.) Duist.
- Amischotolype hispida (A.Rich.) D.Y.Hong
- Amischotolype hookeri (Hassk.) H.Hara
- Amischotolype irritans (Ridl.) I.M.Turner
- Amischotolype laxiflora (Merr.) Faden
- Amischotolype leiocarpa (Hallier f.) Duist.
- Amischotolype lobata Duist.
- Amischotolype marginata (Blume) Hassk.
- Amischotolype mollissima (Blume) Hassk.
- Amischotolype monosperma (C.B.Clarke) I.M.Turner
- Amischotolype parvifructa Duist.
- Amischotolype pedicellata Duist.
- Amischotolype rostrata (Hassk.) Duist.
- Amischotolype scandens Burg & E.Bidault
- Amischotolype sphagnorrhiza Cowley
- Amischotolype strigosa Duist.
- Amischotolype tenuis (C.B.Clarke) R.S.Rao
- Amischotolype welzeniana Duist.

## Znaczenie użytkowe
Niektóre gatunki Amischotolype stosowane są jako rośliny lecznicze. A. gracilis wykorzystywana jest w Malajach przeciwbólowo i na choroby reumatyczne. A. hispida stosowana jest w Chinach w postaci naparu do usuwania zastoju krwi i łagodzenia bólu, a miazga ze świeżych roślin stosowana jest miejscowo w bólu stawów i na okaleczenia. Miazga z korzeni A. hookeri przykładana jest na skaleczenia. A. mollissima stosowana jest w Bangladeszu na malarię, a napar z korzeni na choroby reumatyczne.